# ウィレム・ローデウェイク (ナッサウ＝ディレンブルク伯)
ウィレム・ローデウェイク・ファン・ナッサウ (オランダ語: Willem Lodewijk; 西フリジア語: Willem Loadewyk; 1560年3月13日 – 1620年7月13日) は、ナッサウ＝ディレンブルク伯（在位: 1606年 - 1620年）。フリースラント、フローニンゲン、ドレンテの総督。反転行進射撃戦術を考案し、従兄弟のマウリッツ率いるネーデルラント連邦共和国の独立戦争に大きく貢献した。

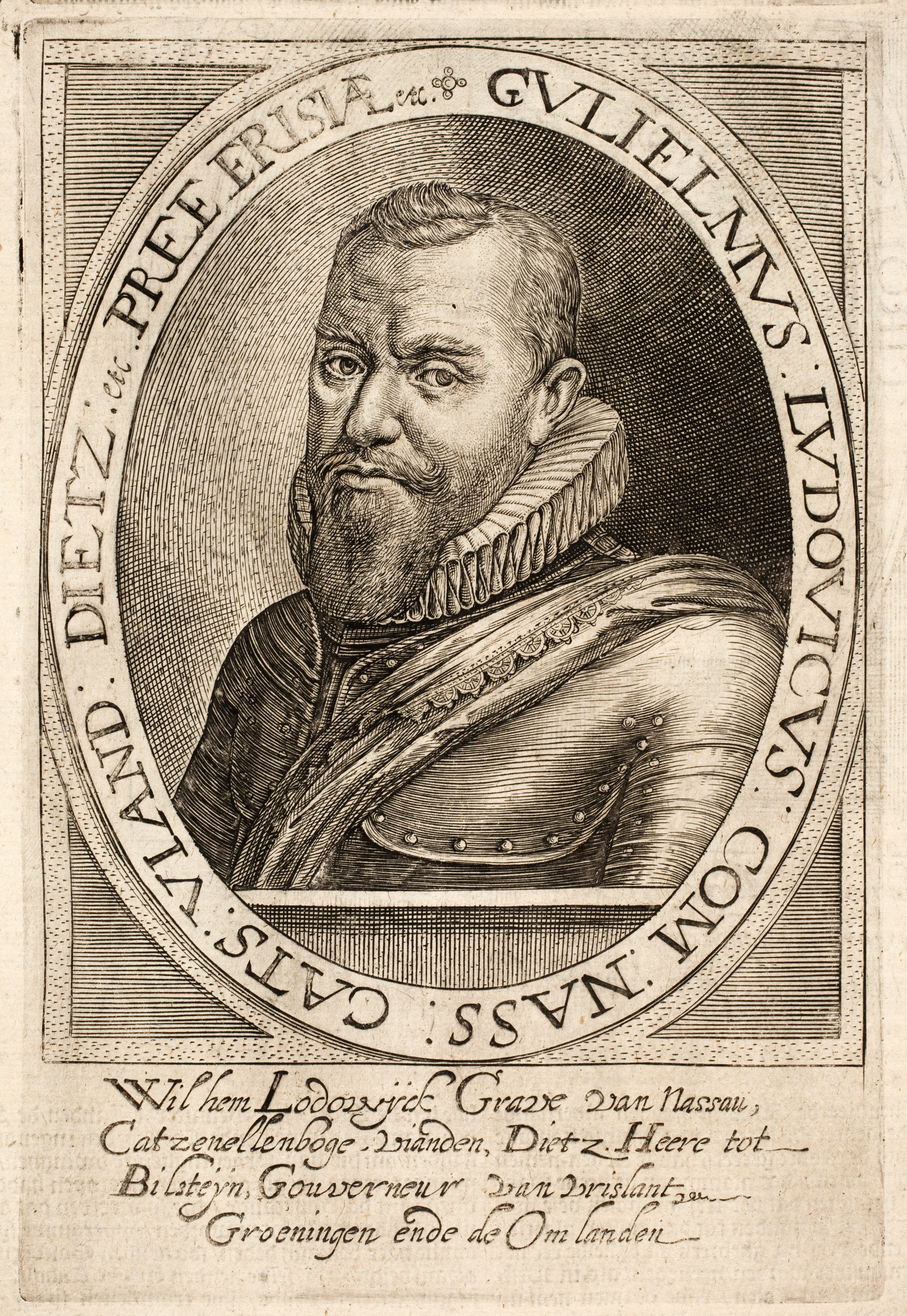
ウィレム・ローデウェイクのエングレービング

## 生涯
1560年、ウィレム・ローデウェイクはヘッセンのディレンブルクで、ナッサウ＝ディレンブルク伯ヨハン6世とエリーザベト・フォン・ロイヒテンベルクの間の息子として生まれた。
父方の叔父オラニエ公ウィレム1世の軍の騎兵隊に入り、八十年戦争に初期から参加した。従兄弟のマウリッツと共にオランダ諸州軍を指揮し、1588年から1609年にかけてネーデルラント連邦共和国の対スペイン戦略立案に携わった。

### 反転行進射撃の発明
この戦いで、ウィレム・ローデウェイクは極めて重要な役割を果たした。彼は古代のアエリアヌス・タクティクスの著作を読んだ後で、1594年12月8日にマウリッツへ送った手紙でローマ帝国時代の軍制をオランダも取り入れるよう提案した。アエリアヌスは剣（グラディウス）と投槍（ピルム）を用いた兵の効果的な運用として反転行進（カウンターマーチ）を論じているのだが、ウィレム・ローデウェイクはこれが近世の小火器による戦闘にも有効だ考えたのである。
私は、マスケット兵やその他の銃兵が、ただ発砲するだけでなく戦場でもそれを命令に従って効果的に行うための訓練法を発見したのです（すなわち、随意射撃や遮蔽物を利用した射撃とは違うのです）。まず最初の横隊が一斉射撃すると、彼らは訓練で学んだとおりに後方へ行進します。すると第二の横隊が前に出る、もしくはその場にとどまったまま、最初の横隊と同様に一斉射撃をするのです。同じ流れを複数の横隊が繰り返し、最後の横隊が射撃を終えるころには最初の横隊が装填を済ませていますから、また同じことを続けることができるのです......—ウィレム・ローデウェイク・ファン・ナッサウ
ウィレム・ローデウェイクは「我らの父」(西フリジア語: Us Heit)という通称で呼ばれた。

### 結婚
1587年11月25日、ウィレム・ローデウェイクはマウリッツの姉アンナ・ファン・ナッサウと結婚した。しかしアンナはわずか6か月後の1588年6月13日に死去し、以後ウィレム・ローデウェイクは再婚しなかった。

### 死去
1620年7月13日、彼はレーワルデンの自邸で死去した。市政府は市庁舎に彫像を建てて彼を讃え、彼の遺体は同市の教会に埋葬された。子がいなかったため、ナッサウ＝ディレンブルク伯はゲオルク、フリースラント州総督はエルンスト・カシミールと二人の弟に引き継がれた。